# Escultura Mãe Pássaro
Escultura Mãe Pássaro (Guai Bird, em inglês: Mother Bird), popularmente chamada de boneca Momo, produzido pelo artista plástico japonês Keisuke Aiso, exposta em 2016 na galeria do museu Vanilla Gallery (Tóquio), inspirada em uma lenda japonesa de Ubume, sobre uma mulher que morre durante o parto, retornando na forma semelhante a um pássaro para assombrar os vivos e, às vezes também sequestra crianças.

## Características
A escultura possui um metro de altura e, mescla uma figura humana com pés de um pássaro.

## Repercussão
Esta escultura foi usada sem consentimento do criador no Desafio da Momo. Um boato, sobre um desafio espalhado nas redes sociais e mensagens instantâneas, sobre o aparecimento de uma boneca durante vídeos infantis e, também sobre  um usuário chamado "Momo" que incentivava crianças e adolescentes a realizar tarefas perigosas, que incluíam ataques violentos e suicídio.